# مسجد إسماعيل بن مازن الهواري
جامع المتولي المعروف بجامع إسماعيل بن مازن الهوارى بمدينة جرجا.

## وصفه
انشأ جامع المتولى جد الموازن إسماعيل بن مازن الهوارى (نسبة إلى عرب الهوارة) في نهاية القرن الثامن للهجرة، وقد حرص على أن يكون تصميمه على طراز المدارس المذهبية الموجودة بمدينة القاهرة فقد كان تخطيطه يتكون من صحن مكشوف تحيط به إيوانات من جهاته الأربع، خصص كل إيوان منها لتدريس مذهب من المذاهب السنية الأربعة، وكان إيوان القبلة مخصصا لالمذهب المالكي، خلافاً لمدارس القاهرة التي خصص إيوان القبلة في معظمها للمذهب الشافعي ، مذهب الكثرة الغالبة من المصريين في ذلك الوقت، أما الهوارة المغربيو الأصل فمذهبهم مالكي.